# Marzena Frąszczak
Marzena Sikorska, coniugata Frąszczak (Breslavia, 2 febbraio 1966), è un'ex cestista polacca.

## Carriera
Con la Polonia ha disputato i Campionati mondiali del 1994 e due edizioni dei Campionati europei (1991, 1993).